# Emil Rizk
Emil Rizk (arab. ‏اميل رزق‎; ur. 24 stycznia 1970) – egipski bokser.
Reprezentował Egipt na letnich igrzyskach olimpijskich w 1992, zajął 17. miejsce, przegrywając w pierwszej walce z Ronaldem Chavezem.